# أندريس إيبارغوين
أندريس إيبارغوين (بالإسبانية: Andrés Felipe Ibargüen)‏ هو لاعب كرة قدم كولومبي في مركز الهجوم، ولد في 7 مايو 1992 في مدينة كالي في كولومبيا. لعب مع أنطاليا سبور وديبورتيس توليما ونادي راسينغ.

## وصلات خارجية
- أندريس إيبارغوين على موقع قاعدة بيانات كرة القدم.إي يو (الإنجليزية)
- أندريس إيبارغوين على موقع ناشيونال فوتبول تيمز (الإنجليزية)
- أندريس إيبارغوين على موقع Soccerway.com (الإنجليزية)
- أندريس إيبارغوين على موقع عالم كرة القدم.نت (الإنجليزية)
- أندريس إيبارغوين على موقع AS.com (الإسبانية)